# Флоринська сільська рада
| Флоринська сільська рада — колишній орган місцевого самоврядування у Бершадському районі Вінницької області з адміністративним центром у с. Флорине. Сільраді були підпорядковані населені пункти: - с. Флорине |

## Склад ради
Рада складається з 20 депутатів та голови.

## Керівний склад сільської ради
| ПІБ                      | Основні відомості                                                 | Дата обрання | Дата звільнення |
| ------------------------ | ----------------------------------------------------------------- | ------------ | --------------- |
| Нікітчук Василь Іванович | Сільський голова, 1959 року народження, освіта, безпартійний      | 26.03.2006   | 31.10.2010      |
| Рожкевич Сергій Павлович | Сільський голова, 1969 року народження, освіта вища, безпартійний | 31.10.2010   |                 |

Примітка: таблиця складена за даними джерела